# Anticikanismus
Anticikanismus (psáno též anticiganismus) je termín popisující hostilní, předsudečné, rasistické či diskriminační postoje vůči příslušníkům romského etnika. Ačkoli tyto postoje jako takové jsou velmi staré, samotný termín je novější a do českého prostředí jej pro souhrnné označení protiromských postojů zavedl spisovatel Václav Miko ve své knize Anticikanismus v Čechách (vyšlo v roce 2009). Problémy soužití Romů s ostatním obyvatelstvem jsou podle některých autorů největší právě v zemích bývalého východního bloku, zejména Česku, Rumunsku, Bulharsku, Slovensku a Maďarsku.
Jedním z prvních pokusů (ovšem poplatných své době) o analýzu situace Romů ve společnosti byl příspěvek autora Kř. (Dr. Emanuela Kováře) v Ottově slovníku naučném z let 1888 až 1909. V tomto článku popisuje Kovář mnoho údajných dobrých, špatných i mravně indiferentních „charakteristických“ vlastností cikánů, což byl tehdy běžně používaný výraz označující všechny Romy. Příčinou proticikánských postojů mohou být podle Kováře ty z údajných vlastností Romů, které prý nejvíce způsobují, že se Romové dostávají s místní majoritní kulturou do konfliktu. Kromě údajné kočovné povahy a údajného opovrhování usedlým životem je to prý též absence smyslu pro budoucnost a povinnost, náboženská přelétavost a sklon k pověrčivosti, sklony k nemravnosti, zlodějství a nepočestnosti a štítivost vůči evropsky chápané práci.

## Historie vztahu k Cikánům

### Předosvícenské pronásledování i tolerance
Období pronásledování Cikánů se v evropské historii objevovala již od dob jejich rozšíření po Evropě, například ve Španělsku koncem 15. století byli pronásledováni spolu se Židy a Maury. Represe byly spojené s vyvrcholením reconquisty.
Autor Jna. (farář Josef Ješina) v Ottově slovníku popisuje, že za husitských dob česká snášenlivost lákala do země ještě větší houfy Cikánů, kteří se po Čechách rozšiřovali „valně a volně“, přičemž v jižních Čechách a v Praze pokojně žili i ve 2. polovině 15. století, a v dobách pronásledování v západní Evropě nacházeli v Čechách útočiště. Byli však podezírání ze spolčování s Turky a paličství v jejich prospěch. 21. dubna 1688 vydal císař Leopold I. dekret o vypovězení Cikánů z české země, avšak ten se ukázal neúčinným a do Čech přibývali další Cikáni z Moravy a Slezska.
Reskript z 2. července 1697 prohlásil Cikány za psance, každý dopadený muž mohl být beztrestně zabit. Následovala rozsáhlá krvavá štvanice proti romskému obyvatelstvu, avšak přesto ještě další uherští Cikáni pronikali do lesů jižních Čech. Za Josefa I. z Uher a Moravy pronikaly další skupiny, které byly státem stíhány a jejichž členové byli při dopadení věšeni a mrzačeni, vojenským zákrokem byli pak Cikáni vyhnáni. Karel VI. vydal 20. června 1721 další dekret, v němž prohlásil cikány za psance i včetně žen, vraždění se nyní rozšířilo i na ženy. Marie Terezie represe zmírnila; dekretem z roku 1749 nařizovala vypovídání dopadených Cikánů ze země, při návratu mrskání a ocejchování, trest smrti byl až za třetí návrat, přičemž v Moravském markrabství bylo od roku 1751 zmrskání stanoveno už při prvním dopadení. Císařské výnosy zmocnily jednotlivé země, aby krajským hejtmanům umožnily s pomocí vojska a místního obyvatelstva provádět tzv. vizitace, tedy prohledávat těžko přístupné oblasti a vyhledávat v nich Cikány.

### Osvícenská asimilace
Roku 1751 vydala Marie Terezie nový dekret, který umožňoval vyhošťovat již pouze cizí Cikány, zatímco domácí měli být odesíláni do svých rodišť, která měla povinnost se o ně postarat. Od počátku 60. let 18. století zahájila císařovna systematický projekt usazování a asimilace Cikánů k rolnickému životu, zejména v Sedmihradsku a v Uhrách. Součásti asimilačních opatření bylo i nahrazení slova „cikán“ výrazy Novomaďar, novorolník či novoosadník a nahrazování cikánských příjmení necikánskými, zákaz používání cikánského jazyka i specifických cikánských oděvů, zákaz působení cikánských starostů (vajdů) a povinné přijetí katolické víry. Za konkubinát (za nějž bylo považované jakékoliv soužití neuzavřené podle státních standardů, tedy církevním sňatkem – tradiční cikánský obřad stát neuznával) byly stanoveny fyzické tresty a nemanželské děti mohly být rodičům odebírány a předávány k výchově do řádných rodin. Důraz byl kladen i na povinnou školní docházku a dodržování hygienických zásad. Josef II. v programu asimilace pokračoval, na Moravě k usazování Cikánů využil pozemků zabavených rušeným církevním řádům a klášterům. Například roku 1784 rozhodl císař o usazení cikánských rodin v 18 moravských a 2 slezských obcích; dlouhodobě přetrvaly takto založené osady jen v 5 z nich, přičemž nejvýznamnější, Bohosoudov u Jihlavy a Oslavany u Brna, zanikly až v rámci romského holocaustu za druhé světové války. Českou zemi asimilační program vůbec nezasáhl.
Ojediněle však docházelo i v době osvícenství k brutálním proticikánským akcím, například ve vykonstruovaném Hontianském procesu v roce 1782 bylo 173 Cikánů obviněno a 40 popraveno kvůli domnělému kanibalismu, ač přiznání byla vynucena mučením a dodatečně se domnělé oběti našly živé a zdravé.
Pozdější policejní opatření proti Cikánům splývala s opatřeními proti tulákům. 14. července 1927 vydala československá vláda[zdroj?] Zákon o potulných cikánech (117/1927 Sb. n. a z.), který umožňoval pořizovat zvláštní policejní soupisy kočovného a do jisté míry i usedlého cikánského obyvatelstva a upravoval vydávání cikánských legitimací a kočovnických licencí (kočovnických živnostenských listů). Československý zákon byl inspirován francouzským zákonem o kočovnících z roku 1912 a bavorským zákonem „o cikánech a zahalečích“ z roku 1926. Tento zákon se ale netýkal ani tak etnických Romů, jako spíše osob s tuláckým způsobem života; postihováni byli dle něj „nejen Cikáni z místa na místo se toulající, nýbrž i jiní tuláci po cikánsku žijící, a to v obojím případě i tehdy, mají-li po část roku – hlavně v zimě – stálé bydliště“ (§ 1).

### Romský holokaust

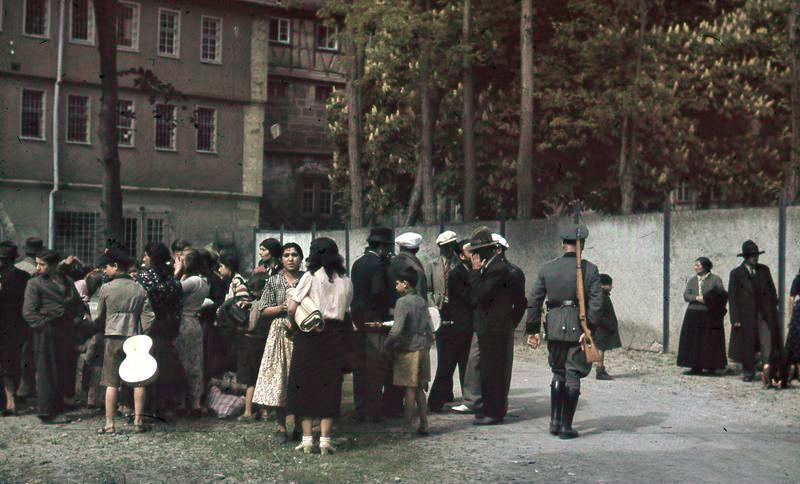
Nacisté připravují Romy na deportaci. Město Asperg, Bádensko-Württembersko (jih Německa), květen 1940.

14. prosince 1937 vydal říšský vůdce SS a šéf německé policie výnos o preventivním potírání zločinnosti, který mezi asociály jmenoval cikány, cikánské míšence a cikánským způsobem kočující osoby, které řádně nepracovaly a prováděly trestnou činnost. V červenci 1938 začali být Cikáni v Říši hromadně vězněni a deportování do koncentračních táborů. 8. prosince 1938 vydal říšský vůdce SS a šéf německé policie Výnos o potírání cikánského zlořádu, který nařídil podchycení všech cikánů, cikánských míšenců a cikánským způsobem kočujících osob. V říjnu 1939 provedla říšská kriminální policie soupis všech cikánů, cikánských míšenců a cikánským způsobem kočujících osob starších 6 let a zakázala jim volný pohyb. 10. července 1942 vydal obdobné nařízení o soupisu cikánů i velitel protektorátní neuniformované policie. Dosavadní kárné pracovní tábory byly změněny na cikánské sběrné tábory.

### Moderní asimilační a integrační snahy

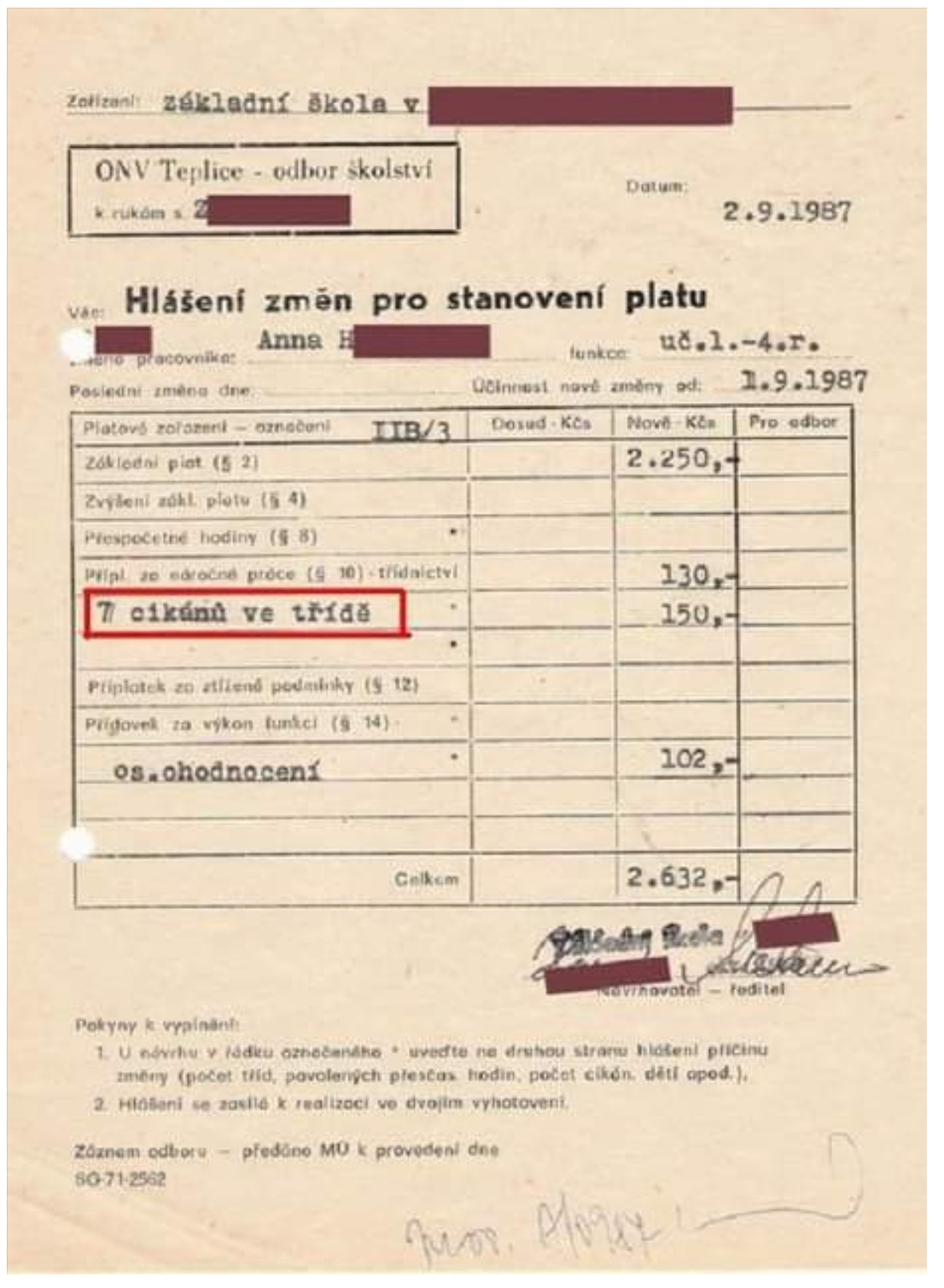
Národní výbor Teplice: „7 cikánů ve třídě“ coby důvod pro zvýšení platu učitelky.

Pro moderní státy, a to jak pro státy někdejšího komunistického bloku, tak pro demokraticky zaměřené kapitalistické státy, je typická snaha oficiálně se distancovat od anticikanismu a asimilační snahy pojímat v rámci rovnosti občanů nebo naopak podpory sociálně znevýhodněné skupiny, nikoliv jako rasově vymezené institucionální násilí.
Moderní státy komunistického bloku, do nějž země s výraznější cikánskou populací připadly, usilovaly o asimilaci tím způsobem, že na Cikány kladly stejné požadavky jako na ostatní obyvatelstvo. Stíháno bylo, pokud člověk nebyl zaměstnán (trestný čin příživnictví) a pro potulný život nedával systém nikomu mnoho prostoru. Problémy v soužití byly potlačeny a nebyly společností vnímány jako akutně aktuální. Symbolem neúspěšnosti snah o asimilaci se však v Čechách stalo mostecké sídliště Chanov, do nějž po roce 1978 byli sestěhováni Romové ze starého Mostu. Životní styl obyvatel vedl k úplné devastaci (vybydlení) panelových domů.
Po pádu komunistických režimů se vyhrotil kontrast mezi částmi společnosti vyžadující tvrdší represi a kritizující neúčinnost sociálního systému a jeho zneužívání ze strany Romů a částmi společnosti usilujícími o integraci Romů a kompenzaci jejich sociálního znevýhodnění. Jako cesta k řešení začala být vedle asimilace a dorovnávání šancí považováno také kultivování specifické romské identity a kultury; tyto snahy však mají omezený dopad a nestačí čelit prohlubujícímu se společenskému rozvratu.
Na přelomu 20. a 21. století začaly zájem Romů přitahovat například Spojené království a Kanada. Zpočátku některým motivovaným Romům umožnily tyto země úspěšnou asimilaci, avšak pod náporem větších skupin, které začaly neúměrně zatěžovat štědré sociální systémy těchto zemí, se státy začaly dalšímu přílivu přistěhovalců bránit. Etnické souvislosti těchto opatření však z důvodu demokratických tradic politické korektnosti nemohou být oficiálně přiznávány, byť fakticky mohou hrát roli například v metodice rozhodování o žádostech o víza.[zdroj?]

## Současný anticikanismus v České republice

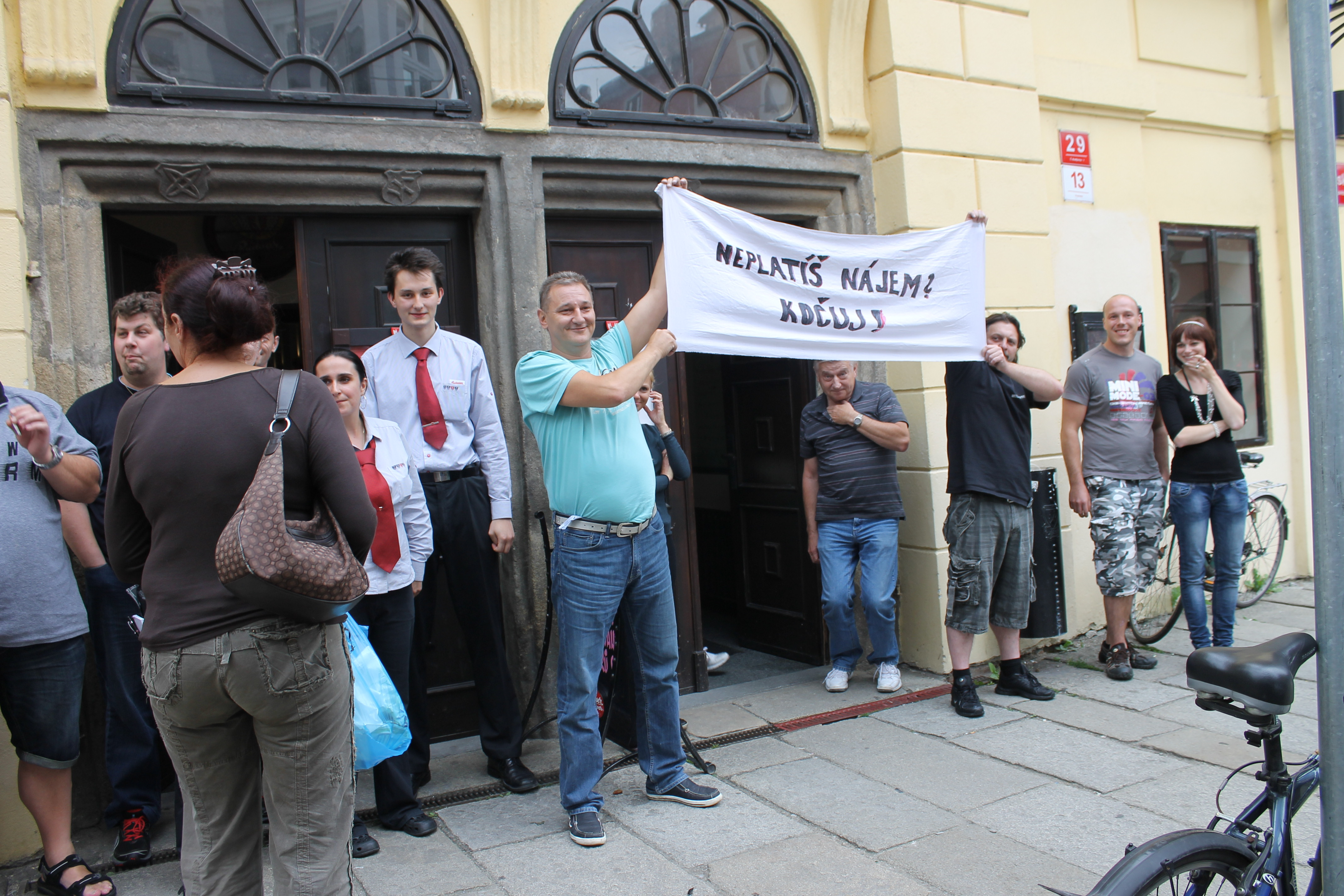
Proticikánský protest v Českých Budějovicích (2013).

Za normální je považováno paušálně odsuzovat Cikány jako ty, kdo masově zneužívají sociální dávky, kradou, opíjejí se a dělají nepořádek. Ten, kdo požaduje pro Romy pomoc nebo zvýhodnění, je považován za pokrytce či naivu. 80 až 90 procent Čechů považuje Romy za nepřizpůsobivé a nepracovité. Komentátor MF Dnes Martin Komárek v červenci 2009 označil romskou otázku za největší společenskou bolest současné České republiky.
Segregace či diskriminace Romů v České republice však není oficiální státní politikou a nejedná se o institucionální diskriminaci ze strany státu, ale o aktivity podnikatelů, regionálních politiků nebo neonacistických bojůvek. Ghetta nevznikají z institucionální vůle státu ani místní samosprávy, ale jsou důsledkem společenského propadu části romských komunit, přičemž nejsou etnicky výlučná, ale běžně v nich bydlí i podobně sociálně upadlí neromové.
Medializován byl v letech 1998–2000 například spor o zděný plot, který měl oddělovat holobyty u Matiční ulice[kde?] od běžné obytné zástavby na druhé straně ulice.[zdroj?]
Po dlouhá léta se táhl politický spor o budoucnost vepřína v Letech u Písku, který se nacházel v blízkosti někdejšího českého internačního tábora pro Romy z doby nacismu. Spor byl ukončen v roce 2018, kdy bývalý vepřín vykoupil stát od společnosti Agpi za 450 milionů korun. Jeho demolice proběhla v roce 2022 s náklady 10 milionů korun, odhadovaná cena výstavby nového památníku romským obětem holokaustu činí 100 milionů.
Jako typický představitel protiromských extremistických uskupení je považována např. zakázaná Dělnická strana, jejíž demonstrace v Litvínově a následný pokus proniknout na sídliště Janov byly ukončeny policejním zásahem.
V dubnu 2009 zaútočila skupina neonacistických stoupenců na dům ve Vítkově obydlený romskou rodinou. Následkem útoku byli zraněni tři lidé; nejvážněji byla zraněna dvouletá holčička. Kvůli hromadným exodům českých Romů do Kanady zavedla v červenci téhož roku Kanada pro Českou republiku vízovou povinnost, podobně dlouhodobě přistupuje Kanada i k Bulharsku a Rumunsku.
Od roku 2011 se k radikálům při protiromských demonstracích v ČR přidávají masivně i místní obyvatelé. Demonstrace jsou vyvolávány v reakci na skutečnou či domnělou trestnou činnost příslušníků romského etnika a jejich účastníci mají snahu proniknout do romských lokalit. Někteří přirovnávají tyto pochody k pogromům.
V dubnu 2024 přijala vláda České republiky oficiální definici anticikanismu.